# Karl Wilhelm Ochs
Karl Wilhelm Ochs (* 29. Februar 1896 in Frankfurt am Main; † 30. Juni 1988 in Berlin) war ein deutscher Architekt und Hochschullehrer.

## Leben
Nach dem Studium der Architektur an der Technischen Hochschule Stuttgart arbeitete Ochs zunächst freiberuflich. Von 1935 bis 1947 war er Chefarchitekt bei Brown, Boveri & Cie. in Mannheim, auch später arbeitete er noch für BBC.
Ab 1946 war Karl Wilhelm Ochs Professor für Entwurfs- und Gebäudelehre an der Technischen Hochschule Dresden. 1953 wurde er an die Technische Universität Berlin berufen.
Sein Nachlass aus 5600 Handzeichnungen, Pausen und Fotografien befindet sich im Architekturmuseum der Technischen Universität Berlin.

## Werk

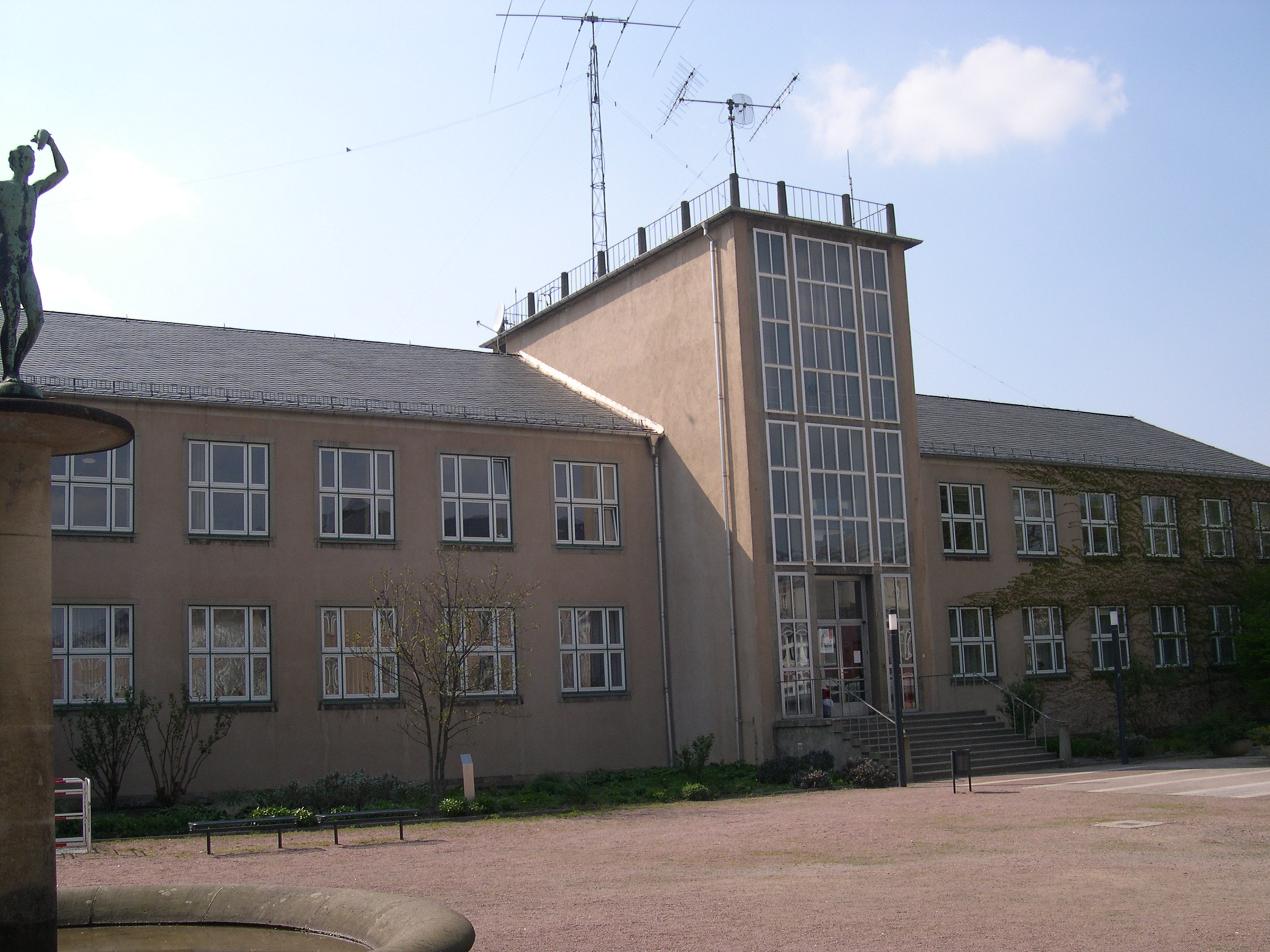
Barkhausenbau der Fakultät Elektrotechnik und Informationstechnik in Dresden

Für Brown, Boveri & Cie. entwarf Karl Wilhelm Ochs vorwiegend Industriebauten. In den 1950er Jahren entstanden Bauten für die Technischen Universitäten Berlin und Dresden. Hier sind zu nennen der Barkhausenbau in Dresden und die Gebäude des Berliner Instituts für allgemeine Elektrotechnik und Lichttechnik sowie des Instituts für Elektromaschinen, die alle unter Denkmalschutz stehen. Zum Werk von Karl Wilhelm Ochs sagte Hermann Heckmann, der in Dresden sein wissenschaftlicher Assistent war: „Seine Bauten hatten nichts Sensationelles, aber sie sind Meisterwerke der Einfachheit und haben die Moden überdauert“. Später, vor allem in den 1960er Jahren, war Ochs für die Evangelische Kirche tätig. Neben dem Bau von Kirchen und Gemeindehäusern entwarf er zahlreiche Umbauten bestehender Gebäude der Evangelischen Kirche.
- Bauten (Auswahl)
  - Technische Universität Dresden, Barkhausenbau und Drude-Bau, Neubau 1950–1952
  - Technische Universität Dresden, Mensaerweiterung 1951
  - Technische Universität Berlin, Institut für Hochspannungstechnik und Institut für Elektromaschinen, Neubau 1959
  - Technische Universität Berlin, Institut für allgemeine Elektrotechnik und Lichttechnik, Neubau 1959–1962
  - evangelisches Gemeindezentrum der Altstadtgemeinde, Bad Oeynhausen, Neubau 1962
  - Kirche Zum guten Hirten, Gütersloh, Neubau 1962/63
  - Heilig-Geist-Kirche, Bad Oeynhausen, Neubau 1963
  - evangelische Auenkirche, Berlin, Umbau 1967
  - Stiftskirche, Evangelisches Johannesstift Berlin, Umbau 1967/68
  - Gemeindehaus der Dorfkirche Britz, Berlin, Neubau 1968
  - St. Peter und Paul auf Nikolskoe, Berlin, Umbau 1968/1970
  - Evangelisch-Lutherische Kirche Zum Heiligen Kreuz, Berlin, Umbau 1970
  - St.-Nikolai-Kirche, Berlin-Spandau, Umbau 1970
  - Gemeindezentrum der Dorfkirche Gatow, Berlin, Neubau 1971/1972